# 태풍 아그네스 (1957년)
태풍 아그네스 (Agnes)는 1957년 8월에 한반도에 상륙 한 7호 태풍이다.

## 개요
태풍 아그네스 은 8월 13일 오후 9시 얍 섬의 북서쪽 약 300km 부근 해상에서 발생이 인정된. 이후 세력을 빠르게 늘려나가, 8월 18일에는 중심기압 905hPa / 1분 최대풍속 135KT(70m/s)의 SSHWS "4등급 슈퍼 태풍"으로 발전하기에 이르렀다.  8월 21일 오전 한반도 남해안에 상륙(경상남도 고성군 부근)했을 때의 중심기압은 약 965hPa로 기록되었다. 당시 한반도로서는 드문 세력이었다.
부산에서는 강한 바람이 불면서 최대풍속 31.1m/s와 함께 최대순간풍속 38.3m/s가 관측되기도 했다. 바람에 비해 강수량은 상대적으로 두드러지지 못했는데, 한반도가 이 태풍의 영향권에 놓였던 기간이 8월 19일부터 22일까지로 총 4일이나 되었음에도 불구하고 해당 기간 동안 가장 많은 비가 내린 강릉 지역의 강수량조차 136.0mm에 머물렀다.
| 순위  | 태풍 번호                      | 태풍 이름                      | 상륙 시(직전) 중심 기압        | 상륙 지점                      |
| ----- | ------------------------------ | ------------------------------ | ------------------------------ | ------------------------------ |
| 1위   | 5914*                          | 사라                           | 942 hPa                        | 경남 거제도                    |
| 2위   | 0314                           | 매미                           | 950 hPa                        | 경남 고성군 부근               |
| 2위   | 2009                           | 마이삭                         | 950 hPa                        | 부산광역시 부근                |
| 4위   | 2010                           | 하이선                         | 955 hPa                        | 울산광역시 부근                |
| 4위   | 2211                           | 힌남노                         | 955 hPa                        | 부산광역시 부근                |
| 6위   | 0014                           | 사오마이                       | 959 hPa**                      | 경남 고성군 부근               |
| 7위   | 0215                           | 루사                           | 960 hPa                        | 전남 고흥군                    |
| 8위   | 9503                           | 페이                           | 960 hPa                        | 남해도                         |
| 9위   | 1216                           | 산바                           | 965 hPa                        | 남해도                         |
| 9위   | 8613                           | 베라                           | 965 hPa                        | 충남 보령시 부근               |
| 9위   | 5707                           | 아그네스                       | 965 hPa                        | 경남 사천시 부근               |
| ※비고 | *JTWC 해석의 한반도 상륙 태풍. | *JTWC 해석의 한반도 상륙 태풍. | *JTWC 해석의 한반도 상륙 태풍. | *JTWC 해석의 한반도 상륙 태풍. |
| ※비고 | **통영에서의 실측치.           |                                |                                |                                |

## 주요 관측값

### 최저해면기압
- 여수 971.8hPa[1]
- 대구 972.0hPa
- 추풍령 976.7hPa
- 강릉 976.9hPa

### 최대풍속
- 부산 31.1m/s[1]
- 울릉도 30.0m/s
- 여수 25.0m/s
- 포항 23.3m/s

### 일최다강수량
- 강릉 85.2mm[1]
- 추풍령 66.8mm
- 제주 65.1mm

### 총 강수량 (8월 19~22일)
- 강릉 136.0mm[1]
- 제주 115.1mm
- 추풍령 110.3mm